# Công Tổ Câu Tư
Công Tổ Câu Tư (tiếng Trung: 公祖句茲; bính âm: Gongzu Gouzi), tự Tử Chi (子之), tôn xưng Công Tổ Tử (公祖子), người Tẩm Khâu, nước Lỗ thời Xuân thu, là một thất thập nhị hiền của Nho giáo.

## Cuộc đời
Cuộc đời của Công Tổ Câu Tư không được ghi chép lại. Năm 72, thời Hán Minh Đế, Công Tổ Câu Tư được phối thờ trong Khổng miếu.